# Torre de James Joyce
La Torre de James Joyce es un museo localizado en el martello de Sandycove, Dublín, en la que James Joyce estuvo seis noches en 1904. Aquí tiene lugar el inicio de su novela Ulysses, por lo que es un lugar de peregrinaje de los fanes de Joyce, especialmente en el Bloomsday. Su entrada es gratuita.

## Historia

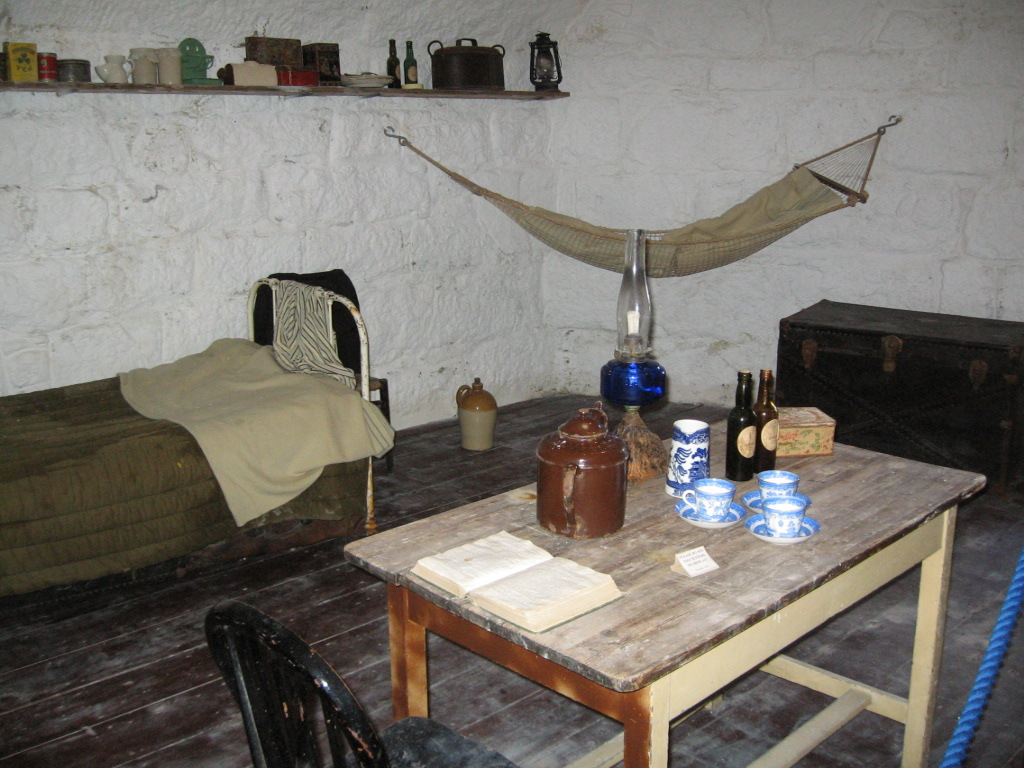
La habitación de James Joyce, dentro de la torre.

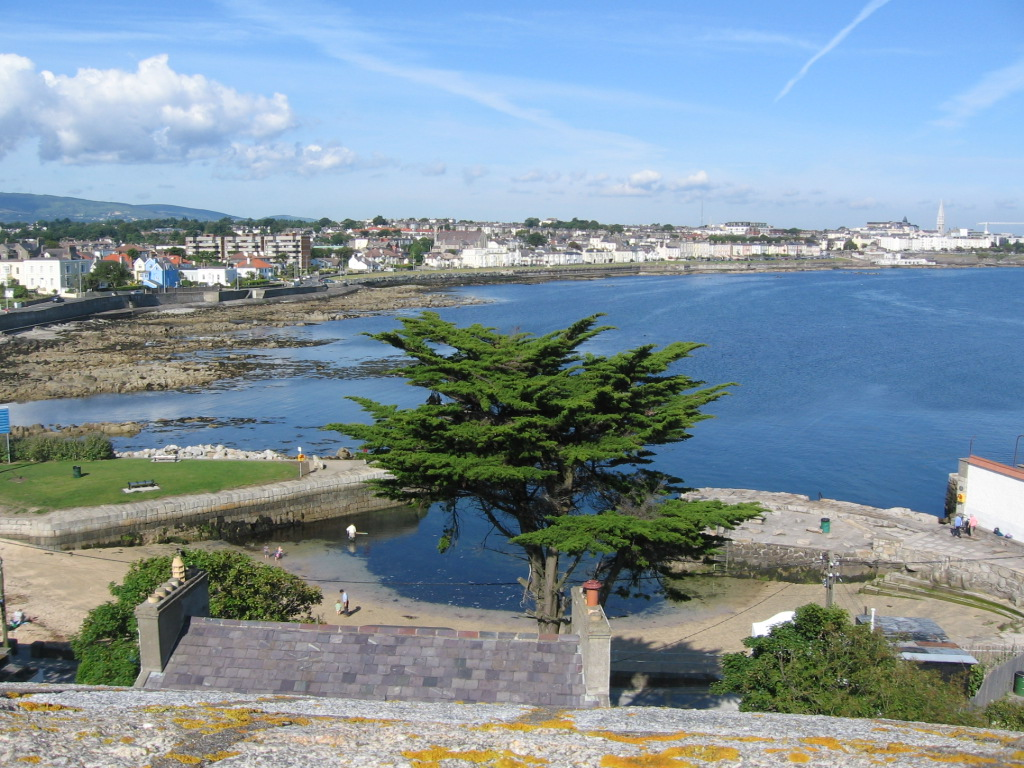
Vista de la Torre de James Joyce.

La torre fue alquilada por la Oficina de Guerra británica a Oliver St. John Gogarty, amigo universitario de Joyce St. John Gogarty, para una organización helenistíca.
Joyce estuvo seis días, del 9 al 14 de septiembre de 1904, saliendo repentinamente a causa, se ha dicho, que a causa de a un incidente con un revólver cargado a medianoche.
El inicio de la novela Ulises fue escrito la mañana después del incidente.
El 16 de junio de 1962 se abrió un museo en ella dedicado a Joyce, gracias a los esfuerzos del artista de dublinés John Ryan, que rescató la puerta de 7 Eccles Street, en el Centro de James Joyce actualmente, del derribo y organizó, con Brian O'Nolan, el primer Bloomsday en 1954.

## Museo

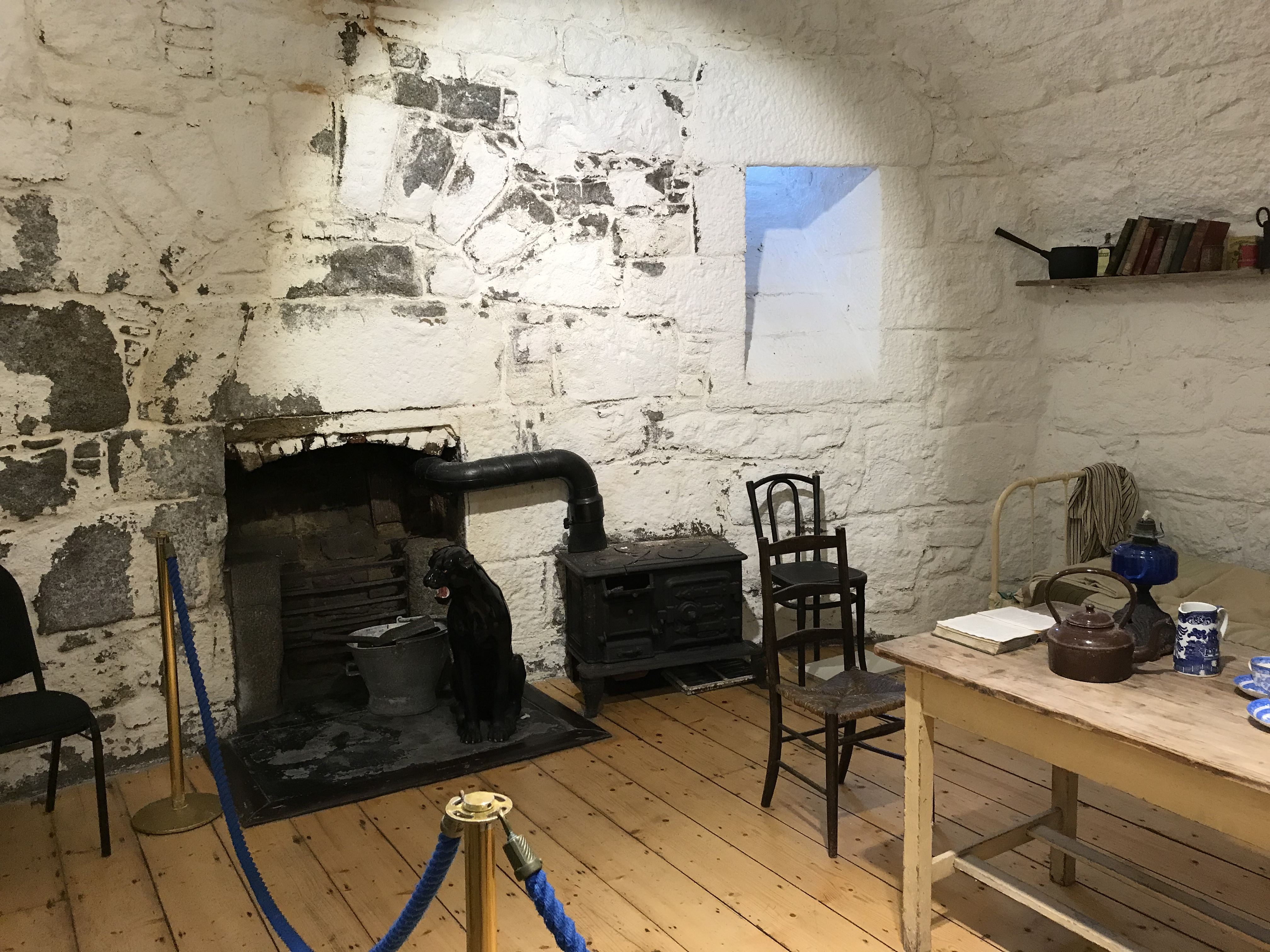
Interior de la Torre de James Joyce

Dedicado a Joyce, muestra algunos objetos suyos y relacionados con Ulises, un tarro vacío de "Plumtree Potted Carne"), además de una recreación de su aspecto en 1904, con una pantera de cerámica que representa una la que vio en un sueño un lugareño.
Es un sitio de peregrinaje para los fanes de Joyce, especialmente en Bloomsday y está abierta todos los días del año, de 10 de la mañana a las 6 de la tarde, 4 en invierno. Está gestionado por la Sociedad de Amigos de la Torre de Joyce, voluntarios y su acceso es gratuito, pero se necesitan donaciones.